# Ozan (Arkansas)
Ozan é uma vila localizada no estado americano de Arkansas, no Condado de Hempstead.

## Demografia
Segundo o censo americano de 2010 a sua população era de 85 habitantes.

## Geografia
De acordo com o United States Census Bureau, a localidade tem uma área de 0,8 km², totalmente coberta por terra.

## Localidades na vizinhança
O diagrama seguinte representa as localidades num raio de 24 km ao redor de Ozan.